# Ficalhoa laurifolia
Ficalhoa laurifolia là một loài thực vật có hoa trong họ Sladeniaceae. Loài này được Hiern mô tả khoa học đầu tiên năm 1898.